# Ruta europea E7

La Ruta europea E7 es un eje transpirenaico encuadrado en las vías de Clase intermedia de recorrido norte-sur, con un trazado de 250 km entre las ciudades de Pau (Francia) y Zaragoza (España). El único tramo de autovía de este itinerario europeo, corresponde al comprendido entre Zaragoza y Jaca de la autovía A-23. Está previsto que se complete la autovía hasta la entrada al túnel de Somport/frontera francesa por la vertiente española.

## Véase también

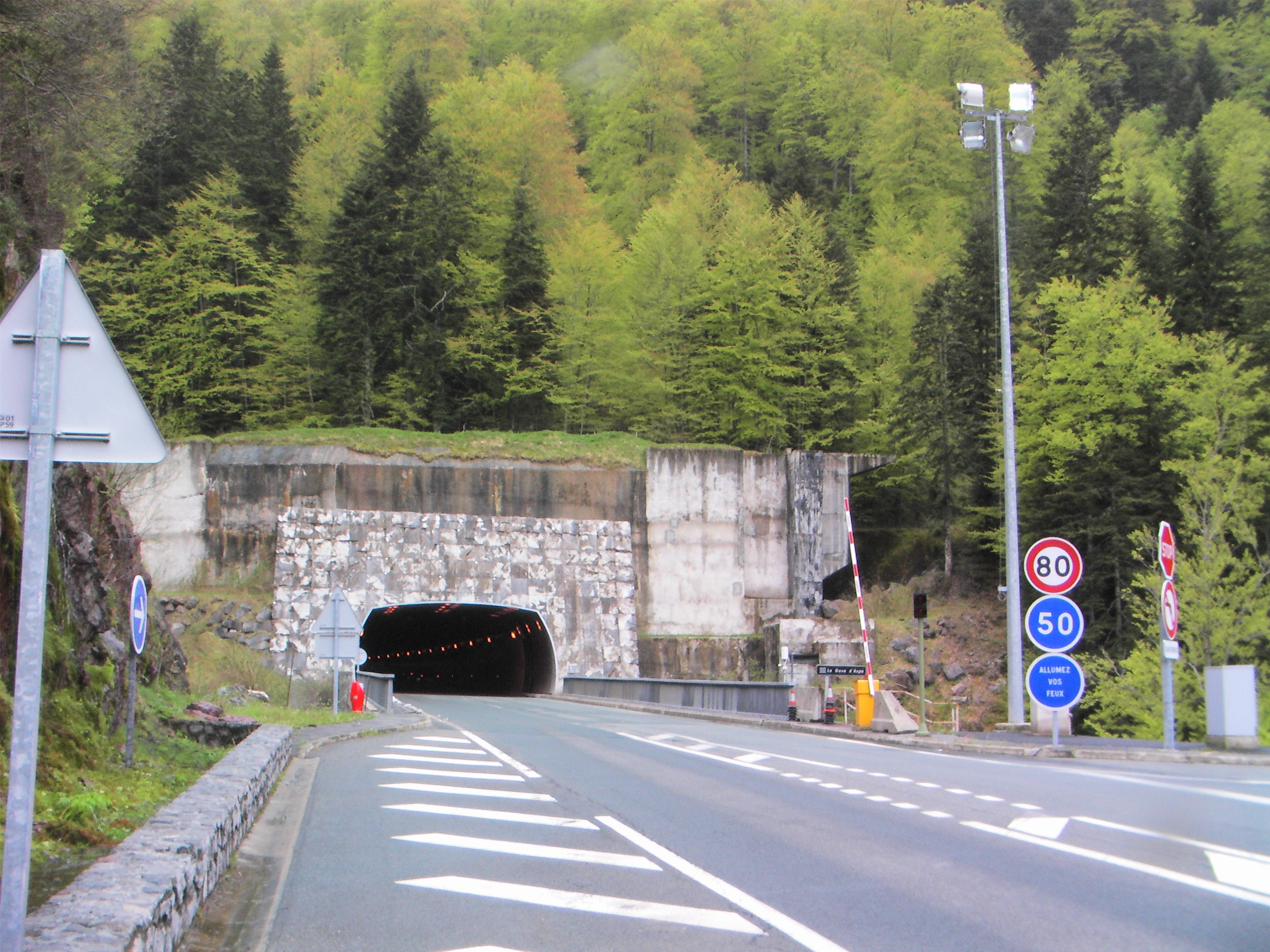
La E7, la entrada del túnel de Somport desde Francia.

## Tramos

### Francia
| A65  | Langon (A62) - Pau                           |
| A64  | Pau                                          |
| N134 | Pau – Oloron-Sainte-Marie – Túnel de Somport |

### España

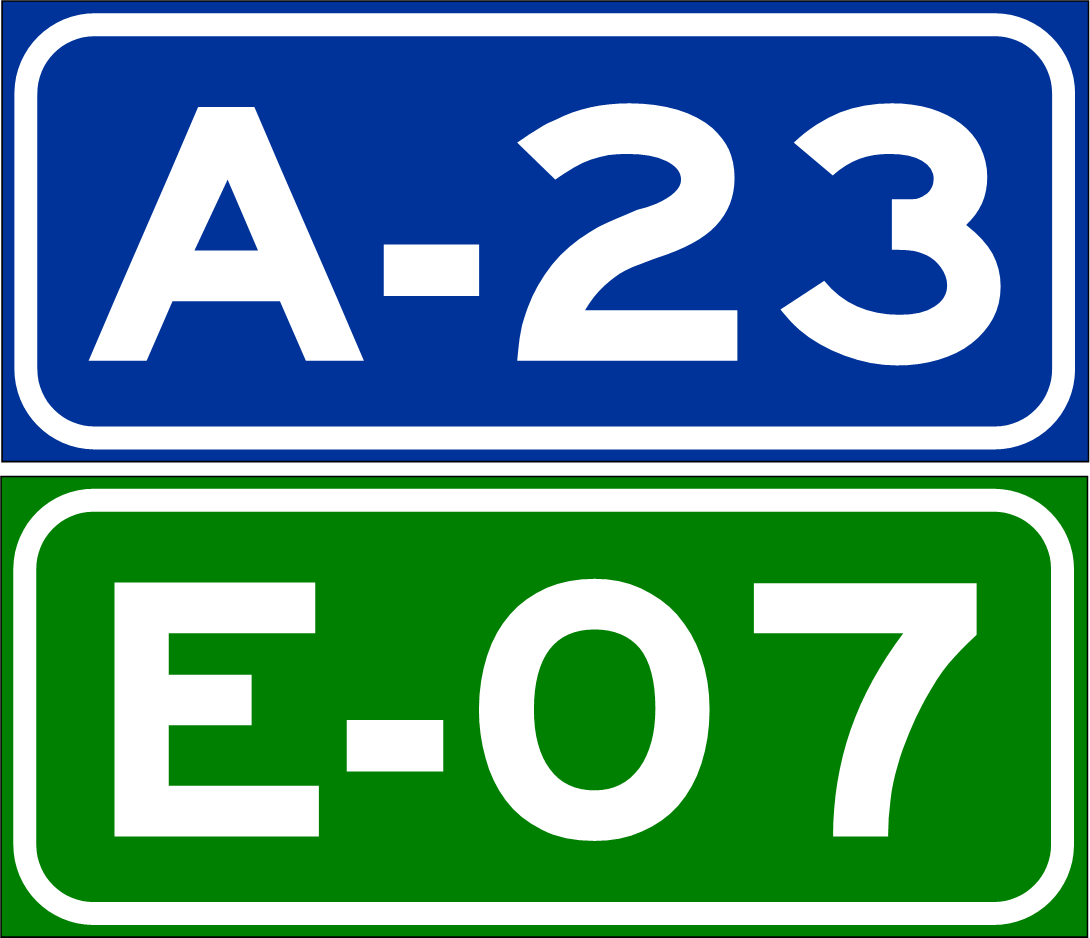
Indicador.

| N-330 | Túnel de Somport - Jaca  |
| A-23  | Jaca - Huesca - Zaragoza |